# Snow Crash
Snow Crash (1992) (titlu original Snow Crash) este al treilea roman al lui Neal Stephenson și, la fel ca multe dintre romanele sale, conține elemente de istorie, lingvistică, antropologie, arheologie, religie, informatică, politică, criptografie și filozofie.
În eseul său din 1992, In the Beginning... was the Command Line, Stephenson a explicat faptul că titlul romanului reprezintă termenul folosit de el pentru o anume cădere de sistem apărută la primele computere Apple Macintosh. Stephenson scria despre Macintosh: "Atunci când calculatorul dădea eroare și apăreau semne ciudate pe bitmap, rezultatul aducea vag cu purecii de la televizor - un 'viscol de zăpadă' (snow crash)".
Cartea prezintă ipoteza că limba sumeriană ar fi un limbaj de programare firmware pentru trunchiul cerebral, care ar funcționa pe post de BIOS pentru creierul omenesc. Conform personajelor din carte, zeița Așerah ar fi personificarea unui virus lingvistic similar unui virus informatic. Zeul Enki ar fi creat un program de contracarare, "nam-shub", care a făcut întreaga omenire să vorbească limbi diferite pentru a o apăra de Așerah (o reinterpretare a poveștii Turnului Babel din Orientul Apropiat).
Snow Crash a fost nominalizat atât la premiul BSFA (1993), cât și la premiul Arthur C. Clarke (1994).

## Cadru
Povestea începe și se sfârșește în Los Angeles-ul începutului de secol XXI, care nu mai aparține Statelor Unite. În această ipotetică realitate viitoare, Guvernul Statelor Unite ale Americii a cedat mare parte a puterii sale organizațiilor și antreprenorilor privați. Francizele, suveranitatea individuală și vehiculele private sunt la putere (alături de traficul de droguri, violența, crima și blocajele din trafic). Armatele de mercenari concurează pentru contracte de apărare națională, în timp ce gărzile particulare mențin pacea în teritorii suverane îngrădite. Companiile autostrăzilor concurează pentru a atrage șoferii pe șoselele lor în dauna celor aparținând competitorilor, iar poșta este distribuită de curieri angajați. Rămășițele guvernului păstrează autoritatea doar în locuri izolate, munca lor fiind irelevantă față de societatea dinamică din jurul lor.
Mare parte a teritoriilor cedate de guvern s-au constituit în enclave suverane, fiecare condusă de propria franciză corporatistă (cum ar fi "Mr. Lee's Greater Hong Kong") sau în suburbclave rezidențiale (enclave suburbane). Această organizare amintește de anarho-capitalism, o temă pe care Stephenson o reia în următorul său roman, Era de diamant. Hiperinflația a devalorizat dolarul până la nivelul bancnontelor de un trilion sau de un cvadrilion. Pentru tranzacții fizice, oamenii apelează la valute alternative, care nu sunt supuse hiperinflației, cum este yen-ul.
Metaversul, considerat de Stephenson succesorul Internetului, reprezintă viziunea lui Stephenson despre modul în care un Internet bazat pe realitatea virtuală ar putea evolua în viitorul apropiat. Semănând cu un MMO, Metaversul este populat de avatare controlate de utilizator, cum sunt demonii de sistem. Deși Realitatea deține terminale de acces public la Metavers, folosirea acestora stigmatizează oarecum utilizatorul, parțial din cauza slabei lor reprezentări vizuale, sub forma unor avatare de calitate slabă. Statutul în cadrul Metaversului este dat de doi factori: accesul la mediile restricționate de genul clubului exclusivist Black Sun și de perspicacitatea tehnică, indicat de gradul de sofisticat al avatarului unei persoane.

## Intriga și temele majore

### Privire de ansamblu
La începutul romanului, personajul principal, Hiro Protagonist, află despre un pseudo-narcotic, "Snow Crash", oferit într-un club de noapte exclusivist din Metavers. Prietenii și colegii hackeri ai lui Hiro cad victime efectelor "Snow Crash"-ului, care pare unic prin faptul că experiența are loc atât în Metavers, cât și în lumea fizică. Hiro folosește abilitățile sale de hacker, perspicacitatea sa și cunoștințele avansate de spadasin pentru a descoperi misterul "Snow Crash"-ului. Urmărirea lui îl poartă pe cititor într-un tur al culturii sumeriene, a unei societăți adepte a politicii "laissez-faire" și a unei meta-societăți patronate de elite financiare, sociale și intelectuale. Pe măsură ce se dezvăluie natura "Snow Crash"-ului, Hiro descoperă că șirurile de informații autoreplicatoare pot afecta obiectele într-un mod uniform, chiar dacă sunt transmise prin diferite medii, iar asta îl face să se dedice și mai mult drumului ales în viață.

### Intriga propriu-zisă
Protagonistul se numește Hiro Protagonist (Hiro fiind un omofon pentru hero - erou, în engleză), pe a cărui carte de vizită scrie "Ultimul hacker liber-profesionis. Cel mai mare spadasin din lume." Când Hiro își pierde slujba în care livra pizza pentru Mafie, o întâlnește pe Y.T. (prescurtarea de la Yours Truly - a dumneavoastră, în engleză), care este o "kurieră" pe skateboard, iar cei doi decid să devină parteneri, vânzând date CIC-ului (organizația de profit în care s-a transformat CIA-ul după ce guvernul Statelor Unite a pierdut puterea).
Perechea află despre existența unui nou drog periculos, "Snow Crash", care este atât un virus informatic capabil să infecteze creierul hackerilor nepregătiți din Metavers, cât și să altereze mintea în Realitate. El este distribuit de o rețea de biserici penticostale prin intermediul infrastructurii și sistemului ei de credințe. Pe măsură ce Hiro și Y.T. sapă mai adânc (sau sunt trași mai departe), descoperă mai multe despre Snow Crash și legătura sa cu vechea cultură sumeriană, monopolistul fibrei optice L. Bob Rife și Pluta sa enormă plină cu refugiați care "vorbesc în limbi". Atât în Metavers, cât și în Realitate, ei se confruntă cu unul dintre protejații lui Rife, un harponist aleutinian numit Raven, a cărui motocicletă cu ataș transportă un dispozitiv nuclear programat să explodeze dacă Raven ar fi ucis. Raven nu a iertat Statele Unite pentru modul în care au tratat invazia japoneză în Insulele Aleutine și pentru că au făcut teste nucleare în Amchitka.
Hiro, îndemnat de fosta sa prietenă, lingvista catolică Juanita Marquez, încearcă să rezolve criza începută. Ea este legată de mitologia Sumerului antic, pe care Stephenson îl descrie ca vorbind o ur-limbă foarte puternică. Pentru limbile moderne, limba sumeriană reprezintă ceea ce sistemul binar este pentru limbajele de programare: afectează întregul (fie el om sau calculator) la un nivel mult mai profund decât limbajele dobândite/programate. Limba sumeriană este legată de trunchiul cerebral și de glosolalie, sau "vorbirea în limbi" - abilitate arătată de majoritatea convertiților lui L. Bob Rife. Cultura sumeriană a fost condusă și controlată prin intermediul me-ului, echivalentul software-ului pentru om, care conține reguli și proceduri referitoare la diverse activități (recoltare, coacerea pâinii, etc.).  Păstrătorii acestor documente importante erau preoții - numiți en. Unii dintr ei, cum este zeul/personajul semi-istoric Enki, poate scrie noi me-uri, fiind astfel echivalentul unui programator sau hacker.
Conform spuselor lui Stephenson, o zeiță/personaj semi-istoric pe nume Așerah, și-a asumat misiunea de a crea un virus biolingvistic periculos care să infecteze oamenii. Virusul a fost oprit de Enki, care și-a folosit abilitățile de "hacker neurolingvistic" pentru a crea un "nam-shub" care să protejeze omenirea, distrugându-i abilitatea de a folosi și de a răpunde limbii sumeriene. Acest lucru a dus la apariția "limbajului dobândit" și a determinat povestea biblică a Turnului Babel. Din nefericire, meta-virusul lui Așerah nu a dispărut în întregime, deoarece "Cultul lui Așerah" s-a răspândit în continuare cu ajutorulprostituatelor și a alăptării copiilor orfani de către femei infectate. Rife a sponsorizat o expediție arheologică în orașul sumerian Eridu, găsind acolo suficiente informații despre limba sumeriană pentru a o reconstitui și a o folosi pentru a-și impune dorințele sale omenirii. Printre descoperirile sale se numără și nam-shub-ul lui Enki, pe care îl protejează cu orice preț.
Hiro ajunge la Pluta lui Rife, o flotilă masivă de refugiați organizată în jurul iahtului personal al lui Rife, fostul portavion USS Enterprise. Juanita s-a infiltrat deha în caravana maritimă pentru a-l detrona pe Rife.  Y.T. a fost capturată de acoliții lui Rife și a fost dusă pe Plută, unde este implicată într-o scurtă idilă cu Raven și, în cele din urmă, este luată ostatică chiar de către Rife. În timpul captivității, Y.T. îi livrează lui Hiro nam-shub-ul lui Enki, acesta folosindu-l pentru a-i salva pe cei afectați de virus. Hiro accesează apoi Metaversul și dejoacă tentativa lui Raven de a infecta cu un grup de hackeri de elită cu virusul Snow Crash. Între timp, Rife se refugiază pe continent, unde Y.T. evadează, apoi se confruntă cu Unchiul Enzo (șeful Mafiei). Enzo este rănit, dar îl dezarmează pe Raven, iar Rife este ucis de către Fido, un "Șobolănos" ciborg salvat anterior de către Y. T., care trece prin motorul avionului lui L. Bob Rife la o viteză de peste 1 mach, distrugând cu această ocazie și irusul. Romanul se încheie cu Y.T. dusă acasă de mama ei și cu aluzii la o reluare în viitor a relației dintre Hiro și Juanita.

## Tehnologii caracteristice
În această lume ficțională se întâlnesc o serie de tehnologii, printre care:

### Șobolănoșii
Cunoscuți și ca unități de apărare semi-autonome, Șobolănoșii reprezintă forța de apărare din Mr.Lee's Greater Hong Kong. Ei sunt creați din pit bull terrieri îmbunătățiți pe cale chirurgicală cu componente cibernetice. Șobolănoșii își amintesc viața anterioară de câine și pot comunica cu alți Șobolănoși "lătrând" în Metavers. Deși mințile lor sunt controlate în mare parte de implanturi, pot acționa uneori independent, încălcându-și programarea.

### Rațiune
Rațiune este o mitralieră Gatling cu un fel de fleșete, care folosește muniție compusă din uraniu sărăcit. Ea este compusă dintr-o cutie cu muniție mare, o mitralieră Gatling exagerată, un ham pentru utilizator și un generator cu izotopi nucleari care trebuie scufundat în apă pentru asigurarea răcirii. Arma, creată de Ng, se află încă în stadiul de testare beta și suferă o cădere de sistem în timpul unei lupte. Ulterior, Hiro reușește să îi facă un update și o folosește până când rămâne fără muniție.

### Metavers
Metaversul este o realitate virtuală 3D, o dezvoltare a Internetului. În Metavers, avatarurile utilizatorilor interacționează unele cu altele într-o lume virtuală. Acest lucru permite unui om care livrează pizza pentru Mafie în Los Angeles să câștige o luptă cu săbii de samurai în fața unui om de afaceri nipon care stă în camera sa din Tokyo.

## Semnificație literară și reacția criticii
Snow Crash l-a confirmat pe Stephenson ca unul dintre scriitori majori de science fiction ai anilor '90. Cartea a apărut în lista celor mai bune 100 de romane de limbă engleză ale tuturor timpurilor (din 1923 până în prezent) din revista Time.
Unii critici au considerat romanul o parodie a genului cyberpunk, subliniind satira și umorul absurd.
În cartea sa, The Shape of the Signifier: 1967 to the End of History, Walter Benn Michaels discută despre implicațiile teoretice profunde ale cărții lui Stephenson. Comparând cartea cu o serie de scrieri contemporane - ficțiunile lui Bret Easton Ellis, Kathy Acker, Octavia Butler și chiar Paul de Man, precum și cu critica literară a lui Richard Rorty — Michaels critică pretențiile cărții: "Totuși, în Snow Crash, trupurile umane sunt afectate de "informații" pe care nu le pot citi; virusul, la fel ca vârful ghețarului [din American Psycho], îți introduce cuvintele în minte chiar dacă nu le-ai citit." Michaels se referă mai ales la optica lui Stephenson cum că "limbajele sunt coduri", în loc de grupuri de litere și de sunete care trebuie interpretate. Referindu-se în continuare la această idee de bază a limbajului ca și cod ("...o parte importantă a intrigii cărții Snow Crash se bazează pe omiterea realizării distincției dintre hackeri și calculatoarele lor, ca și cum - iar în roman, tocmai pentru ca - vizualizarea unui cod va avea asupra hackerului același efect ca și primirea lui pentru calculator"), Michaels îl pune pe Stephenson alături de ceilalți scriitori menționați într-un grup cu o viziune motivațional rasistă asupra culturii: cultura ar fi ceva transmis și păstrat în sânge (sau în codul genetic) și nu în credințe și ritualuri. Această viziune necesită o mică interpretare din partea oamenilor, sau niciuna:
„Corpul infectat de un virus nu devine infectat pentru că înțelege virusul altfel decât o face cel care nu e infectat. Astfel, o lume în care totul – de la bitmaps la sânge – poate fi înțeles ca o "formă de vorbire" este și o lume în care nimic nu este, de fapt, înțeles (subliniat în original), o lume în care actul vorbirii este separat de înțelesul său.”—Walter Benn Michaels, The Shape of the Signifier: 1967 to the End of History
Achieving Our Country a lui Rorty folosește Snow Crash ca exemplu al culturii moderne care "exprimă pierderea a ceea ce Rorty numește "speranța națională"...problema cu Snow Crash nu o reprezintă faptul că nu e adevărată - până la urmă, e o poveste - ci acela că nu este o inspirată." Această lipsă de inspirație este rezultatul altui lucru oferit de Snow Crash și de operele similare: "Aceste cărți dau naștere unei 'stări sufletești' în cititorii lor pe care Rorty o numește 'stare de cunoaștere', despre care observă că este o 'preferință pentru cunoaștere în dauna speranței' (37)"; această preferință pentru cunoaștere "contribuie la un eșec fundamental în a aprecia valoarea inspirației - și, implicit, a literaturii însăși."
Pluta, adunătura de vase care aduc bieții asiatici în California, seamănă cu "Armada Speranței" descrisă în romanul lui Jean Raspail Le camp de saints (1973), în care o flotilă mare transportă milioane de săraci indieni spre sudul coastelor Franței; în accepțiunea lui Rorty, Pluta este emblematică pentru distrugerea finală al oricărui sens al comunității în Statele Unite: "În Snow Crash, legătura dintre Statele Unite și restul lumii este simbolizată de cea mai înspăimântîtoare creație a lui Stephenson - ceea ce el numește "Pluta"... Mândria de a fi cetățean american a fost înlocuită de ușurarea de a fi mai în siguranță și mai bine hrănit decât cei de pe Plută."

### Influența asupra World Wide Web-ului
Dacă jocul video din 1986 Habitat folosea termenul sanscrit avatar pentru a se referi la corpurile virtuale online, succesul romanului Snow Crash a popularizat termenul până la a-l face să fie acceptat la ora actuală în jocurile pe calculator și pe World Wide Web.
Multe programe de proiectare virtuală a globului pământesc, printre care NASA World Wind și Google Earth, seamănă cu soft-ul "Pământ" dezvoltat de Central Intelligence Corporation în Snow Crash. Unul dintre co-fondatorii programului Google Earth a afirmat că acest program a fost modelat după Snow Crash, în timp ce altul a spus că a fost inspirat de documentarul Powers of Ten.
Fostul vicepreședinte Microsoft J Allard⁠(d) folosește ca utilizator numele „Hiro Protagonist”.

### Posibile ecranizări
Drepturile de ecranizare ale romanului au fost cumpărate la scurt timp după publicarea sa și după succesul repurtat, dar proiectul nu a trecut de stadiul de pre-producție. La sfârșitul anului 1996, s-a anunțat că scriitorul și regizorul Jeffrey Nachmanoff va adapta romanul pentru Kennedy-Marshall Co. și Touchstone Pictures. Marco Brambilla a fost desemnat să regizeze filmul.
În august 2017, Amazon Studios a anunțat că va co-produce o emisiune de televiziune științifico-fantastică de o oră bazată pe Snow Crash cu Paramount. Emisiunea de televiziune va fi produsă executiv de Cornish și  Kennedy/Marshall Company, firma lui Frank Marshall.
În decembrie 2019, s-a anunțat că HBO Max a achiziționat seria, Paramount continuând să fie producătorul, iar Cornish producătorul executiv.